# MTV Ingolstadt
MTV Ingolstadt – niemiecki klub piłkarski, grający obecnie w A-Klasse Donau-Isar 2 West (odpowiednik jedenastej ligi), mający siedzibę w mieście Ingolstadt, leżącym w Bawarii.
W 2004 roku po fuzji z ESV Ingolstadt występował w rozgrywkach Oberligi Bayern (4. poziom) już jako FC Ingolstadt 04, a w 2009 roku została w klubie na nowo założona sekcja piłkarska i w sezonie 2009/10 drużyna występowała w rozgrywkach C-Klasse Donau-Isar 2 Süd (13. – najniższy poziom rozgrywek piłkarskich w Bawarii).

## Historia
- 20.07.1881 – został założony jako MTV Ingolstadt
- 24.03.1905 – założenie w klubie sekcji piłkarskiej
- 1914 – połączył się z Athletenclub Ingolstadt
- 03.01.1924 – odłączenie się od klubu sekcji piłkarskiej jako SV Ingolstadt
- 1933 – połączył się z MTV Ingolstadt
- 1943 – połączył się z ESV Ingolstadt tworząc KSG Ingolstadt
- 1945 – został rozwiązany
- 1946 – połączył się z Arbeiter TSV Ingolstadt tworząc Städtischer SV Ingolstadt 1881
- 1946 – zmienił nazwę na MTV Ingolstadt
- 05.02.2004 – odłączenie się od klubu sekcji piłkarskiej i połączenie się z ESV Ingolstadt tworząc FC Ingolstadt 04
- 2009 – została w klubie na nowo założona sekcja piłkarska jako MTV Ingolstadt

- 1 sezon w Gaulidze Bayern (1. poziom): 1943/44 (jako KSG Ingolstadt).
- 4 sezony w Landeslidze Bayern (2. poziom): 1946/47-49/50.
- 2 sezony w 2. Bundeslidze Süd (2. poziom): 1978/79-79/80.
- 15 sezonów w Amateurlidze Bayern (3. poziom): 1950/51-51/52, 1953/54-56/57, 1966/67, 1969/70-75/76 i 1977/78.
- 10 sezonów w Amateur-Oberlidze Bayern (3. poziom): 1980/81-84/85 i 1987/88-91/92.
- 3 sezony w Oberlidze Bayern (4. poziom): 1994/95 i 2000/01-01/02

## Sukcesy
- mistrz Amateurliga Bayern (3. poziom): 1978 (awans do 2. Bundesligi)
- mistrz Amateur-Oberliga Bayern (3. poziom): 1981 (przegrywa baraże o awans do 2. Bundesligi)
- mistrz 2. Amateurliga Oberbayern A (4. poziom): 1953 (awans do Amateurligi Bayern)
- mistrz Landesliga Bayern-Süd (4. poziom): 1966, 1969 i 1977 (awanse do Amateur-Oberligi Bayern)
- mistrz Bezirksliga Oberbayern-Nord (5. poziom): 1965 (awans do Landesligi Bayern-Süd)
- mistrz Landesliga Bayern-Süd (5. poziom): 2004 (awans do Oberligi Bayern)
- mistrz B-Klasse Donau-Isar 2 Nord (12. poziom): 2011 (awans do A-Klasse Donau-Isar 2 West)
- mistrz C-Klasse Donau-Isar 2 Süd (13. poziom): 2010 (awans do B-Klasse Donau-Isar 2 Nord)
- wicemistrz Landesliga Bayern-Süd (4. poziom): 1987 (awans do Amateur-Oberligi Bayern)
- wicemistrz Landesliga Bayern-Süd (5. poziom): 2000 (awans do Oberligi Bayern)
- finalista Pucharu Bawarii: 1947 i 1950